# Afrikanisierung
Mit Afrikanisierung wird der Vorgang einer Ablösung von kolonialen Strukturen in den modernen afrikanischen Staaten bezeichnet. Man versteht darunter auf politischem, gesellschaftlichem, kulturellem und religiösem Gebiet die Suche nach neuen Inhalten und Möglichkeiten, um alte Stammestraditionen mit den Errungenschaften und Denkweisen der westlichen Zivilisation in Einklang zu bringen. Unter den Vordenkern der Bewegung nimmt der auf Martinique geborene Frantz Fanon mit seinem Werk Les damnés de la terre (1961) eine zentrale Rolle ein. In einigen Regionen verursacht der Prozess der Afrikanisierung Probleme, weil die Landesgrenzen von den europäischen Staaten willkürlich und ohne Rücksichtnahme auf traditionelle Stammesgrenzen gezogen worden waren. Alte Machtkämpfe brechen wieder auf, die unter der Strenge der Kolonialregierungen zum Stillstand gekommen waren. Andernorts kommt es dagegen zu Gemeinsamkeiten über die Landesgrenzen hinweg, und Stämme wie die Venda in Südafrika haben mit der Afrikanisierung schon deshalb weniger Probleme, weil für sie „das ungebrochene Nebeneinander von traditionellem und modernem Leben“ die Normalität war.

## Namensänderungen
Ein erster Schritt auf dem Weg in eine neue Afrikanität ist die Änderung von Ortsnamen oder der persönlichen Namen, um eine afrikanische Identität besser zu reflektieren und das Erbe der Kolonialzeit abzulegen. In einigen Fällen sind Änderungen keine wirkliche Namensänderung, sondern einfach eine Transkription, die zu dem europäischen Namen unterschiedlich ist (z. B. Antananarivo).

### Namen von Personen
- Joseph-Désiré Mobutu geändert in Mobutu Sese Seko Nkuku wa za Banga (1972)
- François Tombalbaye geändert in N’Garta Tombalbaye (1972)
- Étienne Eyadéma geändert in Gnassingbé Eyadéma (1974)
- Francisco Macías Nguema geändert in Masie Nguema Biyogo Ñegue Ndong (1976)
- Nelson Mandela geändert in Nelson Rolihlahla Mandela (1990)

### Geographische Bezeichnungen

#### Länder
- Goldküste geändert in Ghana (1957)
- Französisch-Sudan geändert in Mali-Föderation (1960)
- Njassaland geändert in Malawi (1964)
- Nordrhodesien geändert in Sambia (1964)
- Basutoland geändert in Lesotho (1966)
- Betschuanaland geändert nach Botswana (1966)
- Demokratische Republik Kongo geändert in Zaïre (1971, 1997 wieder rückbenannt)
- Republik Dahomey geändert in Volksrepublik Benin (1975)
- Afar und Issa geändert nach Dschibuti (1977)
- Südrhodesien bzw. Rhodesien geändert in Simbabwe (1980)
- Obervolta geändert in Burkina Faso (1984)
- Südwestafrika geändert in Namibia (1990)
- Swaziland geändert in Eswatini (2018)
- gescheiterter Antrag zur Änderung Südafrikas in Azania

#### Sonstige
- Bône geändert in Annaba (1962)
- Astrida geändert in Butare (1965)
- Élisabethville geändert in Lubumbashi (1966)
- Léopoldville geändert in Kinshasa (1966)
- Stanleyville geändert in Kisangani (1966)
- Jadotville geändert in Likasi (1966)
- Luluabourg geändert in Kananga (1966)
- Fernando-Póo-Insel geändert in Bioko-Insel (1973)
- Fort-Lamy geändert in N’Djamena (1973)
- Tananarive geändert in Antananarivo
- Santa Isabel geändert in Malabo (1973)
- Rio Muni geändert in Mbini (1973)
- Bathurst geändert in Banjul (1973)
- Lourenço Marques geändert zu Maputo (1975)
- Nova Lisboa geändert in Huambo (1975)
- Sá da Bandeira geändert in Lubango (1975)
- São Salvador do Congo geändert in M’banza Kongo (1975)
- Vila Luso geändert in Luena (1975)
- Livingstone geändert in Maramba (1980)
- Salisbury geändert zu Harare (1982)
- Northern Province geändert in Limpopo (1994)
- Pretoria-Witwatersrand-Vereeniging geändert in Gauteng (1994)
- Georgetown geändert in Janjanbureh (1995)
- Eastern Transvaal geändert in Mpumalanga (1995)
- MacCarthy Island geändert in Janjanbureh Island (1995)
- MacCarthy Island (Division) geändert in Central River Division (1995)
- Pretoria geändert in Tshwane (umstritten, 2005)
- Pietersburg geändert in Polokwane (2006)

### Religionskonvertierung
Andere Namensänderungen finden statt, wenn eine afrikanische Person zu einer anderen Religion konvertiert.
- David Jawara geändert in Dawda Jawara
- Albert-Bernard Bongo geändert in Omar Bongo
- Jean-Bédel Bokassa geändert in Salah Eddine Ahmed Bokassa

## Musik

### E-Musik
Zur Zeit der Kolonialherrschaft waren die Welten getrennt in westliche Kunstmusik auf der einen und traditionell afrikanische Stammesmusik auf der anderen Seite. In den Städten waren klassische musikalische Erziehung und Praxis an den Standards von London oder Paris orientiert und erfolgten entsprechend den Möglichkeiten und Gegebenheiten von öffentlichen und christlichen Schulen. Wie in einer Gegenwelt wurde in den ländlichen Gebieten und Dörfern eine traditionell afrikanische Musik in Tänzen, Liedern und Ritualen ausgeübt. Mit der Gründung unabhängiger afrikanischer Staaten kam es zu einer Annäherung beider Stränge. Verbindungen und Mischungen von afrikanischer und nicht-afrikanischer Musik hatte es im Jazz und im Afropop schon seit längerer Zeit gegeben. Beide haben im Verbund mit politischen Texten wesentlich zur Herausbildung einer afrikanischen Identität und zur Abgrenzung gegenüber Fremdeinflüssen beigetragen. In der E-Musik war die Vorherrschaft westlicher Standards jedoch ungebrochen, und es bedurfte neuer Ansätze, um eine spezifisch afrikanische Kunstmusik zu schaffen.
Unter dem ersten Post-Independence Präsidenten Kwame Nkrumah wurden in Ghana Künstler gefördert mit der Auflage, spezifisch afrikanische Werke zu schaffen. Zur Erforschung der entsprechenden Grundlagen wurde 1961 an der University of Ghana das Institute of African Studies gegründet. Von hier gingen in erster Linie durch die Lehrtätigkeit des Musikologen und Komponisten J. H. Kwabena Nketia wichtige Impulse in Richtung einer neuen afrikanischen Kunstmusik aus. Sein Lehrwerk The Music of Africa bildete die Grundlage für eine Neuorientierung im Sinne der Afrikanisierung. In der Tradition der Akan-Musik verwurzelt und in London an der School of Oriental and African Studies sowie dem Trinity College of Music ausgebildet, verfügte er über Kenntnisse und Fähigkeiten, in seinen Kompositionen afrikanische und westliche Tonsprachen einander nahezubringen und miteinander zu verbunden. 1988 gründete Nana Danso Abiam, ein Schüler von J. H. Kwabena Nketia, nach westlichem Vorbild das Pan-African Orchestra, dessen große Zahl von Spielern ausschließlich afrikanische Volksinstrumente spielte und dessen Repertoire sich an den Gesängen und Tänzen afrikanischer Ethnien ausrichtete. Dessen Nachfolge-Organisation, das Pan-African Youth Orchestra veranstaltet „concerts of neo-classical African music, ranging from solo recitals to large scale works, workshops as well as lecture performances for schools and communities“.
Kunstmusik im Nigerianischen Sinne sind nach einer Definition von Femi Sinaola Abiodun Kompositionen von Nigerianischen Komponisten, „die eine musikalische Ausbildung genossen haben und westliche Mittel zur Darstellung traditioneller Nigerianischer Musik einsetzen.“ Dieser Zielvorstellung entsprechend stellte für Nigeria der aus einer Yoruba-Familie stammende Akin Euba die Weichen. Nach gründlichem Musikstudium in London war er 1966 nach Afrika zurückgekehrt und hatte dort ein Lektorat an der Universität von Lagos übernommen und leitete anschließend die Forschungsabteilung der Obafemi Awolowo University in Ile-Ife. Zeitgleich nahm er ein Studium der Musikethnologie bei J. H. Kwabena Nketia an der Universität von Ghana auf, das er 1974 mit einer Doktorarbeit abschloss. 1976 gründete er an der Obafemi Awolowo University in Nigeria eine Musikabteilung und erhielt 1978 eine Professur am Centre for Cultural Studies der Universität von Lagos. Als 1977 in Nigeria das Second World Black and African Festival of Arts and Culture stattfand, hatte Euba die Direktion der musikalischen Darbietungen übernommen. Seine im Stil des sog. „African Pianism“ komponierten Klavierstücke sind eine effektvolle Kombination aus afrikanischer Folklore und westlichen Techniken.
Engagiert tritt in Uganda der Komponist Justinian Tamusuza für eine zeitgenössische afrikanische Musik ein. Aufgewachsen mit der traditionellen Baganda-Musik, ging er zum Musikstudium nach Belfast und in die USA nach Evanston (Illinois) und lehrte nach Beendigung seines Studiums Komposition an der Makerere-Universität in Kampala/Uganda. In seinen Stücken verschmilzt er westliche mit afrikanischen Stilmitteln. In der westlichen Welt fand er mit seiner neo-afrikanischen Musik großes Interesse durch die CD Pieces of Africa des Kronos Quartet.
In Kenia lehrte Tim Kamau Njoora nach seiner Rückkehr vom Studium in den USA seit den 1980er Jahren Komposition an der Kenyatta University. In seinen Werken verbinden sich afrikanische Volksmusik und abendländisches Musikdenken zur neuen Einfachheit.
Auch in Ländern wie Südafrika und Ägypten sind Ansätze zu einer Erneuerung der E-Musik in diesem Sinne zu verzeichnen. So kam der Südafrikaner Kevin Volans während seines Studiums in Köln bei Karlheinz Stockhausen dazu, die indigene Musik seines Heimatlandes in Feldforschungen zu erkunden und seine avantgardistische Tonsprache zu afrikanisieren. Als Hochschullehrer an der Universität Belfast konnte er diesen kompositorischen Ansatz an afrikanische Kompositionsstudenten weitergeben. – Ausgebildet an der Harvard University und in Tanglewood, entwickelte auch der Südafrikaner Stefans Grové auf der Basis afrikanischer Ritualtänze einen eigenen Klavierstil. Er wirkte als Hochschullehrer an der Universität Pretoria. - In Kairo/Ägypten lag das Lehrfach Komposition am Musikkonservatorium in den Händen von Ğamāl Abd al-Rahīm. Dieser stammte aus einem musikliebenden Elternhaus, wo die traditionelle arabische Musik ihren festen Platz gehabt hatte und studierte von 1950 bis 1957 in Deutschland (u. a. bei Harald Genzmer). Er führte in seiner Musik arabische und westliche Stilelemente zu ausdrucksvoller Mischung.
Anschubhilfe und Unterstützung kam auch aus westlichen Universitäten, wo ethnologisch geschulte Komponisten als Forscher und Lehrer wirkten und wo eine Reihe origineller Kompositionen als Abschlussarbeiten entstanden. Diese Universitäten waren Knotenpunkte in einem akademischen Netzwerk, indem sie durch Kontaktaufnahme und Austausch einzelner Musiker die Entwicklung von neuer, afrikanisch geprägter E-Musik beförderten. So bildete sich an der University of Pittsburgh/Pennsylvania um Akin Euba ein dichtes Netzwerk von Musikethnologen und Komponisten, die im Sinne einer Afrikanisierung der neuen Musik zur Weiterentwicklung der Kompositionstechniken beigetragen haben. Die Universität Bayreuth institutionalisierte 1981 als Forschungs- und Dokumentationszentrum für afrikanische Kulturen das Iwalewahaus. Hier entstand eine einmalige Notensammlung neuer afrikanischer Musik, dessen Katalogisierung und Erforschung Akin Euba übernahm.

### Popularmusik
Die afrikanische Popularmusik, abgekürzt Afropop, ist durch die Kolonialzeit mit ihren Missionsschulen, die technologische Entwicklung bei Musikinstrumenten und Tonträgern und die zunehmende internationale Vermarktung bei gleichzeitiger Dominanz bestimmter, vor allem angloamerikanischer Musikformen, bestimmt.